# الدوري الإيراني الدرجة الثانية 1973–74
الدوري الإيراني الدرجة الثانية 1973–74 هو موسم من الدوري الإيراني الدرجة الثانية. فاز فيه نادي سباهان أصفهان.